# Meridià 122 a l'est
El meridià 122 a l'est de Greenwich és una línia de longitud que s'estén des del pol Nord travessant l'oceà Àrtic, Àsia, l'oceà Índic, l'oceà Antàrtic, Austràlia i l'Antàrtida fins al pol Sud.
El meridià 122 a l'est forma un cercle màxim amb el meridià 58 a l'oest. Com tots els altres meridians, la seva longitud correspon a una semicircumferència terrestre, uns 20.003,932 km. Al nivell de l'Equador, és a una distància del meridià de Greenwich de 13.581 km.

## De Pol a Pol
Començant en el pol Nord i dirigint-se cap al pol Sud, aquest meridià travessa:
| Coordenades                               | País, territori o mar        | Notes |
| ----------------------------------------- | ---------------------------- | --- |
| 90° 0′ N, 122° 0′ E / 90.000°N,122.000°E  | Oceà Àrtic                   | |
| 78° 8′ N, 122° 0′ E / 78.133°N,122.000°E  | Mar de Làptev                | |
| 72° 57′ N, 122° 0′ E / 72.950°N,122.000°E | Rússia                       | Sakhà Óblast de l'Amur — des de 56° 46′ N, 122° 0′ E / 56.767°N,122.000°E Krai de Zabaikàlie — per uns 3 km des de 55° 12′ N, 122° 0′ E / 55.200°N,122.000°E Óblast de l'Amur — des de 55° 11′ N, 122° 0′ E / 55.183°N,122.000°E Krai de Zabaikàlie — des de 54° 33′ N, 122° 0′ E / 54.550°N,122.000°E Óblast de l'Amur — des de 54° 24′ N, 122° 0′ E / 54.400°N,122.000°E Krai de Zabaikàlie — des de 53° 32′ N, 122° 0′ E / 53.533°N,122.000°E |
| 53° 25′ N, 122° 0′ E / 53.417°N,122.000°E | República Popular de la Xina | Heilongjiang Mongòlia Interior — 52° 11′ N, 122° 0′ E / 52.183°N,122.000°E Jilin — 45° 57′ N, 122° 0′ E / 45.950°N,122.000°E Mongòlia Interior — 45° 30′ N, 122° 0′ E / 45.500°N,122.000°E Liaoning — 42° 42′ N, 122° 0′ E / 42.700°N,122.000°E |
| 40° 45′ N, 122° 0′ E / 40.750°N,122.000°E | Mar Groc                     | Badia de Liaodong |
| 40° 7′ N, 122° 0′ E / 40.117°N,122.000°E  | República Popular de la Xina | Liaoning — Península de Liaodong |
| 39° 4′ N, 122° 0′ E / 39.067°N,122.000°E  | Mar Groc                     | |
| 37° 30′ N, 122° 0′ E / 37.500°N,122.000°E | República Popular de la Xina | Shandong — Península de Shandong |
| 36° 59′ N, 122° 0′ E / 36.983°N,122.000°E | Mar Groc                     | |
| 33° 17′ N, 122° 0′ E / 33.283°N,122.000°E | Mar de la Xina Oriental      | |
| 31° 13′ N, 122° 0′ E / 31.217°N,122.000°E | República Popular de la Xina | Shanghai — Jiuduansha |
| 31° 08′ N, 122° 0′ E / 31.133°N,122.000°E | Mar de la Xina Oriental      | Passa a través del Pont de Donghai (a 30° 40′ N, 122° 0′ E / 30.667°N,122.000°E) |
| 30° 9′ N, 122° 0′ E / 30.150°N,122.000°E  | República Popular de la Xina | Zhejiang — illa de Zhoushan, continent i illes menors |
| 29° 46′ N, 122° 0′ E / 29.767°N,122.000°E | Mar de la Xina Oriental      | |
| 25° 1′ N, 122° 0′ E / 25.017°N,122.000°E  | República de la Xina         | El punt més oriental de l'illa de Taiwan — reclamada per República Popular de la Xina |
| 25° 0′ N, 122° 0′ E / 25.000°N,122.000°E  | Mar de la Xina Oriental      | |
| 25° 0′ N, 122° 0′ E / 25.000°N,122.000°E  | Oceà Pacífic                 | Mar de les Filipines — passa a l'est de les illes al grup Batanes, Filipines (a 20° 55′ N, 121° 56′ E / 20.917°N,121.933°E) |
| 20° 29′ N, 122° 0′ E / 20.483°N,122.000°E | Filipines                    | Illa de Batan |
| 20° 27′ N, 122° 0′ E / 20.450°N,122.000°E | Oceà Pacífic                 | Mar de les Filipines — passa a l'est de les illes Babuyan, Filipines (a 19° 32′ N, 121° 59′ E / 19.533°N,121.983°E) |
| 18° 17′ N, 122° 0′ E / 18.283°N,122.000°E | Filipines                    | Illa de Luzon |
| 16° 2′ N, 122° 0′ E / 16.033°N,122.000°E  | Oceà Pacífic                 | Mar de les Filipines |
| 15° 2′ N, 122° 0′ E / 15.033°N,122.000°E  | Filipines                    | Illa de Polillo |
| 14° 40′ N, 122° 0′ E / 14.667°N,122.000°E | Lamon Bay                    | |
| 14° 10′ N, 122° 0′ E / 14.167°N,122.000°E | Filipines                    | Illes d'Alabat i Luzon |
| 13° 48′ N, 122° 0′ E / 13.800°N,122.000°E | Badia de Tayabas             | |
| 13° 31′ N, 122° 0′ E / 13.517°N,122.000°E | Filipines                    | Illa de Marinduque |
| 13° 12′ N, 122° 0′ E / 13.200°N,122.000°E | Estret de Tablas             | Passa a l'oest de l'illa de Banton, Filipines (a 12° 59′ N, 122° 2′ E / 12.983°N,122.033°E) · Passa a l'oest de l'illa de Simara, Filipines (a 12° 48′ N, 122° 1′ E / 12.800°N,122.017°E) |
| 12° 36′ N, 122° 0′ E / 12.600°N,122.000°E | Filipines                    | illa de Tablas |
| 12° 8′ N, 122° 0′ E / 12.133°N,122.000°E  | Mar de Sibuyan               | |
| 11° 55′ N, 122° 0′ E / 11.917°N,122.000°E | Filipines                    | Illa de Panay |
| 11° 45′ N, 122° 0′ E / 11.750°N,122.000°E | Mar de Sulu                  | |
| 10° 57′ N, 122° 0′ E / 10.950°N,122.000°E | Filipines                    | Illa de Panay |
| 10° 26′ N, 122° 0′ E / 10.433°N,122.000°E | Mar de Sulu                  | |
| 7° 15′ N, 122° 0′ E / 7.250°N,122.000°E   | Filipines                    | Illa de Mindanao |
| 6° 56′ N, 122° 0′ E / 6.933°N,122.000°E   | Estret de Basilan            | |
| 6° 44′ N, 122° 0′ E / 6.733°N,122.000°E   | Filipines                    | Illa de Basilan i les illes Tapiantana |
| 6° 17′ N, 122° 0′ E / 6.283°N,122.000°E   | Mar de Cèlebes               | |
| 1° 2′ N, 122° 0′ E / 1.033°N,122.000°E    | Indonèsia                    | Illa de Sulawesi (Península de Minahassa) |
| 0° 28′ N, 122° 0′ E / 0.467°N,122.000°E   | Golf de Tomini               | |
| 0° 21′ S, 122° 0′ E / 0.350°S,122.000°E   | Indonèsia                    | illes Togian |
| 0° 25′ S, 122° 0′ E / 0.417°S,122.000°E   | Golf de Tomini               | |
| 0° 56′ S, 122° 0′ E / 0.933°S,122.000°E   | Indonèsia                    | Illa de Sulawesi (Península de l'Est) |
| 1° 38′ S, 122° 0′ E / 1.633°S,122.000°E   | Mar de Banda                 | |
| 2° 37′ S, 122° 0′ E / 2.617°S,122.000°E   | Indonèsia                    | Illa de Sulawesi (Península del Sud-est |
| 4° 53′ S, 122° 0′ E / 4.883°S,122.000°E   | Mar de Banda                 | |
| 5° 9′ S, 122° 0′ E / 5.150°S,122.000°E    | Indonèsia                    | Illa de Kabaena |
| 5° 31′ S, 122° 0′ E / 5.517°S,122.000°E   | Mar de Banda                 | passa a l'est de les illes Selayar, Indonèsia (a 7° 22′ S, 121° 50′ E / 7.367°S,121.833°E) |
| 7° 29′ S, 122° 0′ E / 7.483°S,122.000°E   | Mar de Flores                | |
| 8° 26′ S, 122° 0′ E / 8.433°S,122.000°E   | Indonèsia                    | Illa de Flores (Indonèsia) |
| 8° 48′ S, 122° 0′ E / 8.800°S,122.000°E   | Mar de Savu                  | |
| 10° 27′ S, 122° 0′ E / 10.450°S,122.000°E | Indonèsia                    | Illa de Savu |
| 10° 28′ S, 122° 0′ E / 10.467°S,122.000°E | Oceà Índic                   | |
| 13° 36′ S, 122° 0′ E / 13.600°S,122.000°E | Austràlia                    | Austràlia Occidental — escull Seringapatam |
| 13° 42′ S, 122° 0′ E / 13.700°S,122.000°E | Oceà Índic                   | passa a l'est de l'escull Scott, Austràlia Occidental, Austràlia (a 14° 7′ S, 121° 59′ E / 14.117°S,121.983°E) |
| 18° 24′ S, 122° 0′ E / 18.400°S,122.000°E | Austràlia                    | Austràlia Occidental — continent i arxipèlag de La Recherche |
| 34° 8′ S, 122° 0′ E / 34.133°S,122.000°E  | Oceà Índic                   | Les autoritats australianes consideren això com a part de l'oceà Antàrtic[3][4] |
| 60° 0′ S, 122° 0′ E / 60.000°S,122.000°E  | Oceà Antàrtic                | |
| 66° 11′ S, 122° 0′ E / 66.183°S,122.000°E | Antàrtida                    | Territori Antàrtic Australià, reclamat per Austràlia |